# James Dolan
James Nicholas Dolan (* 16. Oktober 1882 in Manorhamilton, County Leitrim, Irland; † 13. Juli 1955) war ein irischer Politiker der Sinn Féin, der Cumann na nGaedheal  und der Fine Gael.

## Biografie
James Dolan kam 1882 als Kind des Kaufmanns John Dolan und seiner Frau Bridget Fitzpatrick zur Welt. Er war der jüngere Bruder des Politikers Charles Dolan.
Dolan, der sich wie sein Bruder bei der Sinn Féin engagierte, wurde nach dem Osteraufstand 1916 im Gefängnis Frongoch internment camp in Wales interniert. Mit seiner späteren Frau Loreto hatte er sechs Kinder.
Für Sinn Féin trat er 1918 sowohl mit der Wahl zum (31.) Unterhaus des Vereinigten Königreichs als auch zur Wahl zum Abgeordneten (Teachta Dála) des irischen Unterhauses (Dáil Éireann) an. Er konnte einen Sitz aus dem Wahlkreis Leitrim erobern und war ab 1919 Teil des Parlaments. Bei den nachfolgenden Wahlen 1921 trat er erfolgreich im Wahlkreis Leitrim–Roscommon North und ab 1923 bis 1937 (mit kurzer Unterbrechung 1932/1933) für den Wahlkreis Leitrim–Sligo an. Er befürwortete den Anglo-Irischen Vertrag (Pro-Treaty). Durch die Gegnerschaft zur Mehrheitsmeinung der Sinn Féin wechselte er zur Cumann na nGaedheal.
1924 wurde er von William Thomas Cosgrave zur Government Chief Whip ernannt und verblieb auf dem Posten bis 1927. Im Anschluss daran wurde er am 24. Juni 1927 Parlamentarischer Sekretär beim Industrie- und Handelsminister und bekleidete diese Position mit Ausnahme kurzer Unterbrechungen bis zum 9. März 1932.
Zwischen 1933 und 1937 war er für die Fine Gael Abgeordneter des Unterhauses und vertrat wiederum den Wahlkreis Leitrim–Sligo. Als er nicht mehr für die Fine Gael antreten konnte, versuchte er sein Glück als unabhängiger Kandidat (Independent) und scheiterte.